# Campionati mondiali di slittino 1969
I Campionati mondiali di slittino 1969, tredicesima edizione della manifestazione organizzata dalla Federazione Internazionale Slittino, si tennero il 1° e 2 febbraio 1969 a Schönau am Königssee, in Germania Ovest, sulla pista di Königssee e furono disputate gare in tre differenti specialità: nel singolo uomini ed in quello donne e nel doppio.
La manifestazione fu funestata dalla morte del polacco Stanisław Paczka in seguito ai danni subiti dopo una rovinosa uscita di pista durante il primo giorno di gare; a causa di ciò tutti gli altri atleti della Polonia si ritirarono dalla competizione iridata. Vincitrice del medagliere fu la squadra austriaca che conquistò il titolo nel doppio grazie a Manfred Schmid ed Ewald Walch, quest'ultimo al suo secondo trionfo mondiale dopo quello ottenuto a Garmisch-Partenkirchen 1960, e le prime due posizioni nel singolo uomini con Josef Feistmantl e lo stesso Schmid, che fu il solo atleta ad ottenere due medaglie in questa rassegna iridata; la nazionale tedesca orientale ottenne invece cinque medaglie, compresa quella d'oro nella prova individuale femminile per merito di Petra Tierlich.

## Risultati

### Singolo uomini
La gara fu disputata su quattro manches nell'arco di due giorni e presero parte alla competizione 60 atleti in rappresentanza di 14 differenti nazioni; campione uscente era il tedesco orientale Thomas Köhler, nel frattempo ritiratosi dalle competizioni, ed il titolo fu conquistato dall'austriaco Josef Feistmantl, già tre volte sul podio iridato e vincitore della medaglia d'oro ai Giochi di Innsbruck 1964 nel doppio, davanti al connazionale Manfred Schmid, che arrivò primo alle Olimpiadi di Grenoble 1968 nel singolo e secondo nel doppio, ed al tedesco orientale Wolfgang Scheidel, vincitore dell'oro nel doppio ai mondiali del 1965.
La prima giornata di gara fu segnata dall'incidente mortale occorso al polacco Stanisław Paczka che venne sbalzato fuori dal tracciato con la propria slitta finendo la sua corsa contro un albero, riportando un grave trauma cranico ed altre fratture; trasportato al più vicino ospedale l'atleta spirò il giorno stesso; in segno di lutto l'intera squadra polacca si ritirò dalla competizione mondiale.
| Pos. | Atleti                | Nazione        | Tempo   | Distacco |
| ---- | --------------------- | -------------- | ------- | -------- |
|      | Josef Feistmantl      | Austria        | 2'20"01 |          |
|      | Manfred Schmid        | Austria        | 2'20"79 | +0"78    |
|      | Wolfgang Scheidel     | Germania Est   | 2'20"93 | +0"92    |
| 4    | Siegfried Müller      | Germania Est   | 2'21"11 | +1"10    |
| 5    | Wolfram Fiedler       | Germania Est   | 2'21"39 | +1"38    |
| 6    | Horst Hörnlein        | Germania Est   | 2'21"97 | +1"96    |
| 7    | Leonhard Nagenrauft   | Germania Ovest | 2'22"34 | +2"33    |
| 8    | Klaus-Michael Bonsack | Germania Est   | 2'22"56 | +2"55    |
| 9    | Rolf Fuchs            | Germania Est   | 2'22"62 | +2"61    |
| 10   | Reinhard Bredow       | Germania Est   | 2'22"79 | +2"78    |

### Singolo donne
La gara fu disputata su quattro manches nell'arco di due giorni e presero parte alla competizione 17 atlete in rappresentanza di 6 differenti nazioni; campionessa uscente era la tedesca orientale Ortrun Enderlein, che concluse la prova al sesto posto, ed il titolo fu conquistato dalla connazionale Petra Tierlich, che era giunta al secondo posto nelle due precedenti rassegne, davanti all'altra atleta della Germania Est Anna-Maria Müller ed a quella dell'Ovest Christina Schmuck, vincitrice della medaglia d'argento ai Giochi di Grenoble 1968. Le atlete tedesche in questa specialità non monopolizzarono solo il podio, ma occuparono le primi dieci posizioni della gara.
| Pos. | Atleti               | Nazione        | Tempo   | Distacco |
| ---- | -------------------- | -------------- | ------- | -------- |
|      | Petra Tierlich       | Germania Est   | 2'13"99 |          |
|      | Anna-Maria Müller    | Germania Est   | 2'14"56 | +0"57    |
|      | Christina Schmuck    | Germania Ovest | 2'14"59 | +0"60    |
| 4    | Christa Decker       | Germania Est   | 2'14"82 | +0"83    |
| 5    | Adelheid Krauß       | Germania Est   | 2'15"29 | +1"30    |
| 6    | Ortrun Enderlein     | Germania Est   | 2'15"50 | +1"51    |
| 7    | Angela Knösel        | Germania Est   | 2'15"75 | +1"76    |
| 8    | Angelika Greguletz   | Germania Ovest | N.D.    | N.D.     |
| 9    | Elisabeth Demleitner | Germania Ovest | N.D.    | N.D.     |
| 10   | Ulrike Otto          | Germania Ovest | N.D.    | N.D.     |

### Doppio
La gara fu disputata su due manches nell'arco di un solo giorno e presero parte alla competizione 34 atleti in rappresentanza di 5 differenti nazioni; campioni uscenti erano i tedeschi orientali Thomas Köhler e Klaus-Michael Bonsack, il primo nel frattempo ritiratosi dalle competizioni mentre Bonsack concluse la prova al terzo posto  in coppia con Michael Köhler, ed il titolo fu conquistato dagli austriaci Manfred Schmid ed Ewald Walch, che erano giunti secondi sia nell'edizione precedente dei mondiali sia ai Giochi Grenoble 1968, davanti all'altra coppia della Germania Est formata da Reinhard Bredow ed Horst Hörnlein, quest'ultimo già vincitore della medaglia di bronzo iridata nella specialità biposto nel 1965.
| Pos. | Atleti                               | Nazione        | Tempo   | Distacco |
| ---- | ------------------------------------ | -------------- | ------- | -------- |
|      | Manfred Schmid Ewald Walch           | Austria        | 1'27"35 |          |
|      | Horst Hörnlein Reinhard Bredow       | Germania Est   | 1'27"70 | +0"35    |
|      | Klaus-Michael Bonsack Michael Köhler | Germania Est   | 1'27"73 | +0"38    |
| 4    | Leonhard Nagenrauft Hans Wimmer      | Germania Ovest | 1'27"73 | +0"38    |
| 5    | Sigisfredo Mair Ernesto Mair         | Italia         | 1'28"62 | +1"27    |
| 6    | Wolfgang Scheidel Rolf Fuchs         | Germania Est   | 1'28"86 | +1"51    |
| 7    | Paul Hildgartner Walter Plaikner     | Italia         | N.D.    | N.D.     |
| 8    | Josef Feistmantl Manfred Stengl      | Austria        | N.D.    | N.D.     |
| 9    | Hans Plenk Bernhard Aschauer         | Germania Ovest | N.D.    | N.D.     |
| 10   | Martin Köck Albert Ertelt            | Germania Ovest | N.D.    | N.D.     |

## Medagliere
| Posizione | Nazione        | Oro | Argento | Bronzo | Totale |
| --------- | -------------- | --- | ------- | ------ | ------ |
| 1         | Austria        | 2   | 1       | 0      | 3      |
| 2         | Germania Est   | 1   | 2       | 2      | 5      |
| 3         | Germania Ovest | 0   | 0       | 1      | 1      |
| Totale    | Totale         | 3   | 3       | 3      | 9      |